# إيملي فرانسيس فليتشير
إيملي فرانسيس فليتشير (بالإنجليزية: Emily Frances Fletcher)‏ هي عالمة نبات أمريكية، ولدت في 17 يناير 1845 في Westford, Massachusetts ‏ في الولايات المتحدة، وتوفي بنفس المكان في 13 أبريل 1923.